# 生産関係
生産関係（せいさんかんけい）とはマルクス経済学の基本概念の一つで、生産が行われる上で、人間によって相互に結ばれている関係の総体のことを言う。
社会的生産力には生産物市場、労働市場、金融市場などといった諸関係が存在しており、これらの全ては根本的には人間相互の関係によって規定されていることから、生産関係の基本は生産手段に対する人間関係であり、生産手段の所有関係である。現代社会の生産関係というのは、資本家などといった生産手段の所有者である階級が、労働者などといった生産手段を持たない階級を支配しているため、労働者が資本家のために価値を生産するという形式になっている。